# ホアイニョン
ホアイニョン（ベトナム語：Thị xã Hoài Nhơn / 市社懷仁?）は、ベトナム社会主義共和国ビンディン省にある町である。人口は2020年時点で452,193人、面積は412.95km2である。

## 行政区画
11坊6社から構成される。
- ボンソン坊（Bồng Sơn / 蓬山）
- ホアイドゥク坊（Hoài Đức / 懷德）
- ホアイハオ坊（Hoài Hảo / 懷好）
- ホアイフオン坊（Hoài Hương / 懷香）
- ホアイタン坊（Hoài Tân / 懷新）
- ホアイタイン坊（Hoài Thanh / 懷清）
- ホアイタインタイ坊（Hoài Thanh Tây / 懷清西）
- ホアイスアン坊（Hoài Xuân / 懷春）
- タムクアン坊（Tam Quan / 三關）
- タムクアンバク坊（Tam Quan Bắc / 三關北）
- タムクアンナム坊（Tam Quan Nam / 三關南）
- ホアイチャウ社（Hoài Châu / 懷洲）
- ホアイチャウバク社（Hoài Châu Bắc / 懷洲北）
- ホアイハイ社（Hoài Hải / 懷海）
- ホアイミー社（Hoài Mỹ / 懷美）
- ホアイフー社（Hoài Phú / 懷富）
- ホアイソン社（Hoài Sơn / 懷山）